# Tennistoernooi van Adelaide 2 2022
|                                       |  |                                           |
| Madison Keys, winnares bij de vrouwen |  | Thanasi Kokkinakis, winnaar bij de mannen |

Het tweede tennistoernooi van Adelaide van 2022 werd van maandag 10 tot en met zaterdag 15 januari 2022 gespeeld op de hardcourtbuitenbanen van het Memorial Drive Park in de Australische stad Adelaide. De officiële naam van het toernooi was Adelaide International 2.
Het toernooi bestond uit twee delen:
- WTA-toernooi van Adelaide 2 2022, het toernooi voor de vrouwen
- ATP-toernooi van Adelaide 2 2022, het toernooi voor de mannen

## Toernooikalender
| Adelaide          | januari 2022 | januari 2022 | januari 2022 | januari 2022 | januari 2022 | januari 2022 |
| Adelaide          | maa 10       | din 11       | woe 12       | don 13       | vrĳ 14       | zat 15       |
| ----------------- | ------------ | ------------ | ------------ | ------------ | ------------ | ------------ |
| vrouwenenkelspel  | 1e ronde     | 1e ronde     | 2e ronde     | kwartfinale  | halve finale | finale       |
| vrouwendubbelspel | 1e ronde     | 1e ronde     | 2e ronde     | halve finale | finale       |              |
| mannenenkelspel   | 1e ronde     | 1e ronde     | 2e ronde     | kwartfinale  | halve finale | finale       |
| mannendubbelspel  | 1e ronde     | 1e ronde     | 2e ronde     | kwartfinale  | halve finale | finale       |

ATP-toernooi van Adelaide – WTA-toernooi van Adelaide

2020 · 2021 · 2022-1 · 2022-2 · 2023-1 · 2023-2 · 2024 · 2025